# Хлевише
Хлевише (словен. Hleviše) — поселення в общині Логатець, Осреднєсловенський регіон, Словенія. Висота над рівнем моря: 616,9 м.